# 细川稙国

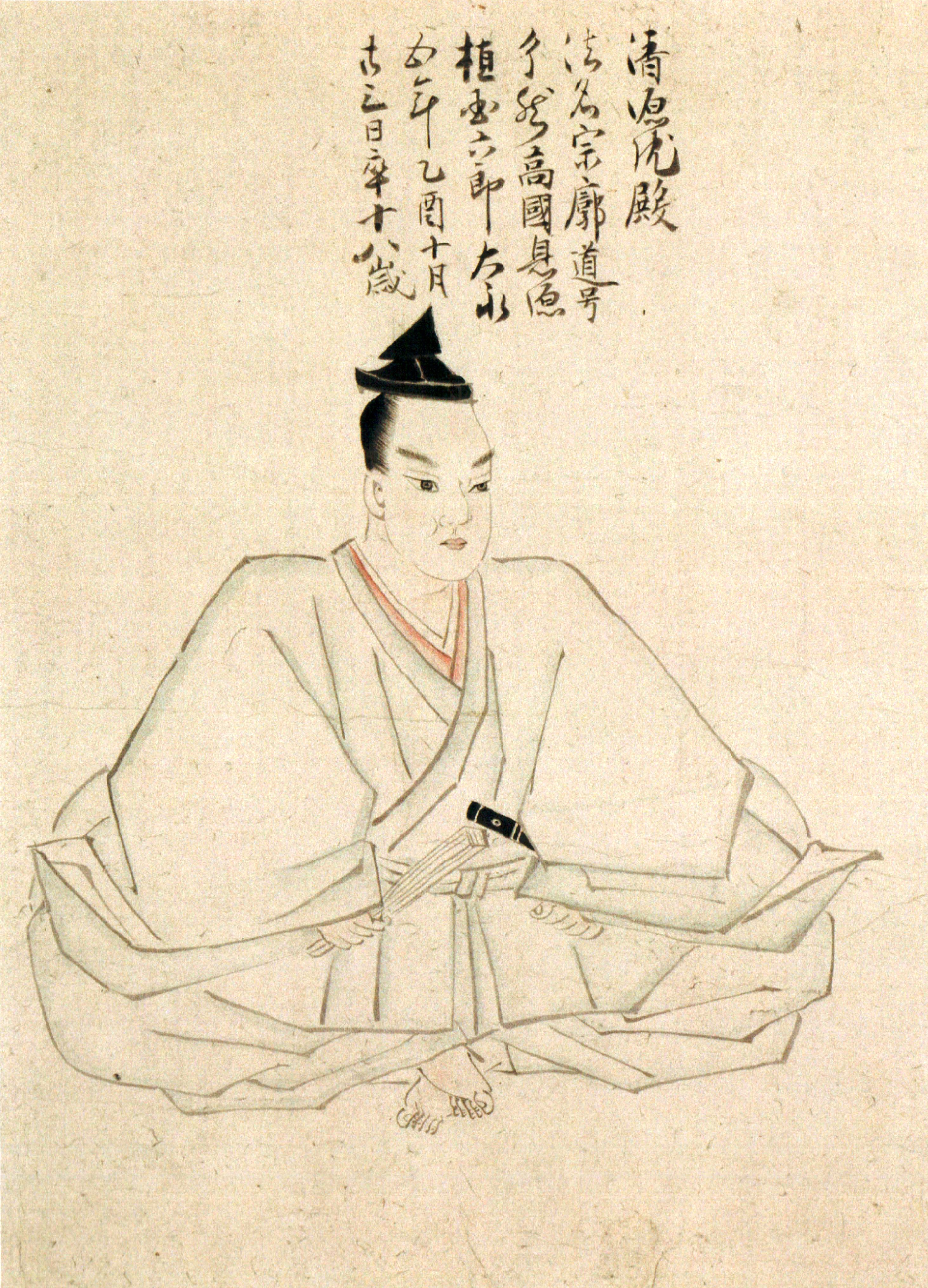
细川稙国像（出自龙安寺藏《细川家历代肖像》）

细川稙国（日语：／；1507年—1525年11月8日）是日本战国时代的守护大名，曾任摄津国、丹波国守护，细川京兆家第16代家督。

## 生平
永正4年（1507年），他作为细川高国之子出生。母亲是细川分家典厩家当主细川政贤的女儿。
永正15年（1518年），他举行元服仪式，并从复任将军的足利义稙那里获得偏讳，得名稙国。
大永5年（1525年），由于父亲细川高国逢厄年，于4月21日剃发出家，因此将家督之位和管领职务让给稙国。但同年10月23日，稙国因病早逝，继任管领仅仅半年。父亲高国因此极为悲痛。稙国得年18岁。他的儿子细川赖国后来据说在东国流浪；此外，被仙源院收养的虎松也被认为是稙国的孩子。